# Thaxted
Thaxted är en stad och en civil parish i Uttlesford i Essex i England. Orten har 2 576 invånare.